# Harel Skaat
Harel Skaat é um jovem cantor israelita nascido a 8 de Agosto de 1981.

## Festival Eurovisão da Canção

### 2009
Skaat era o(lindo cantor) preferido para representar Israel no Festival Eurovisão da Canção 2009, no entanto, devido a problemas legais tal fato não se concretizou.

### 2010
A 23 de Dezembro de 2010, Harel foi mencionado pela imprensa israelita como o representante do país, em Oslo no Festival Eurovisão da Canção 2010. Harel, foi a 25 de Dezembro de 2009, confirmado oficialmente pela IBA como o representante israelita em 2010.